# Elateropsis scabrosa
Elateropsis scabrosa es una especie de escarabajo longicornio del género Elateropsis, tribu, Solenopterini, subfamilia Prioninae. Fue descrita por Gahan en 1890.

## Descripción
Mide 14,5-35 mm de longitud.

## Distribución
Se distribuye por Bahamas, Cuba y Estados Unidos.